# Rue du Plâtre (Paris)
Pour les articles homonymes, voir Rue du Plâtre.
La rue du Plâtre est une voie, ancienne, du 4e arrondissement de Paris, en France. 

## Situation et accès
Actuellement, la rue du Plâtre, d'une longueur de 145 mètres, est située dans le 4e arrondissement, quartier Saint-Merri, et commence au 23, rue des Archives et finit au 32, rue du Temple.
Le quartier est desservi par la ligne 11 à la station Rambuteau et par les lignes 1 et 11 à la station Hôtel de Ville.

## Origine du nom
L'origine vient du fait qu'au XIIIe siècle on cuisait du plâtre à cet endroit.

## Historique
En 1220, cette voie est bordée de constructions et en 1240 elle est appelée « rue Jéhan-Saint-Pol ».
En 1280, elle prend le nom de « rue au Plâtre », puis de « rue Plâtrière » et « rue du Plâtre ».
Elle est citée dans Le Dit des rues de Paris de Guillot de Paris sous la forme de « rue du Plastre ».
Elle est ensuite nommée « rue du Plâtre-au-Marais » afin de la différencier avec la rue du Plâtre-Saint-Jacques (actuelle rue Domat).
Au XIVe siècle, la quasi-totalité de la rue appartenait au chapitre de Notre-Dame de Paris.
Une décision ministérielle, du 23 frimaire an VIII (14 décembre 1799), signée Laplace, fixe la largeur de cette voie publique à 6 mètres.
Au XIXe siècle, cette rue, d'une longueur de 145 mètres, qui était située dans l'ancien 7e arrondissement, quartier du Mont-de-Piété, commençait aux 1-3, rue de l'Homme-Armé et finissait aux 10-12, rue Sainte-Avoie.
Les numéros de la rue étaient rouges. Le dernier numéro impair était le no 13 et le dernier numéro pair était le no 18.
La largeur est portée à 10 mètres, en vertu d'une ordonnance royale du 12 juillet.
Le 29 mai 1918, durant la Première Guerre mondiale, un obus lancé par la Grosse Bertha explose au no 10 rue du Plâtre faisant, 1 mort.

## Bâtiments remarquables et lieux de mémoire
- En 1374, le chanoine Jean de Guestry, maître ès arts et en médecine, médecin du roi, achète pour le collège de Cornouailles une maison dans la rue du Plâtre. Une maison attenante au collège de Cornouailles appartenant à la confrérie Saint-Yves, à l'enseigne du Petit Cerf, avait une issue rue du Plâtre[6].
- No 9 : Lafayette Anticipations - Fondation d'entreprise Galeries Lafayette.